# Внебезопасность
Внебезопасность (англ. Insecurity) — десятая серия шестнадцатого сезона сериала «Южный парк», его премьера состоялась 10 октября 2012 года.

## Сюжет
Айк Брофловски застаёт своих родителей во время секса, при этом Джеральд одет в форму доставщика UPS. Он рисует соответствующий рисунок и показывает его старшему брату Кайлу. Из-за этого, когда все мужчины Южного парка узнаю́т о рисунке, они решают, что сотрудники UPS регулярно спят с их жёнами. Картман решает установить систему домашней безопасности для своей матери, но после случайного срабатывания тревоги впадает в ярость от бездействия сотрудников безопасности.
Мужчины в баре Скитера приходят к решению наказать доставщика UPS, они нападают на него в масках Бэйна, избивают и оставляют ему рисунок Айка, из-за которого всё началось. Но это не останавливает доставки на дом, не помогают и персональные системы безопасности, INSecurity, которые лишь приводят к множеству ложных тревог. В итоге грузовик доставки UPS взрывают, а доведённый сотрудник UPS выкидывается из окна дома Брофловски и разбивается насмерть. Когда полицейские находят униформу UPS в шкафу Брофловски, Кайл и остальные понимают, что Джеральд и был «сотрудником UPS», которого видел Айк.

## Приём критиков
Обозреватель IGN Макс Николсон положительно отозвался об эпизоде, оценив его на 8,3/10 как «ещё один замечательный выпуск из 16-го сезона». Он отметил, что хотя сюжет строится вокруг шуток в адрес домашних систем безопасности и подражания Бэйну из последнего фильма о Бэтмене, этого вполне хватает для наполнения 22-минутного эпизода.
Райан Макджи из AV Club отмечает, что в этом эпизоде авторы сделали всё возможное, чтобы соединить в одну сюжетную линию страх супружеской измены и вторжения в частные дома. Критик так увидел смысл серии: пока жители Южного парка будут вымещать агрессию на безобидного доставщика UPS вместо борьбы с собственными страхами, эта угроза будет возвращаться раз за разом. В итоге Макджи оценил «Внебезопасность» как довольно крепкую серию.

## Интересные факты
- В этой серии, после долгого отсутствия, появляется старик-автомеханик
- Айк уже второй раз видит своих родителей, занимающихся сексом. Первый раз был в серии 1308
- Тема безопасности уже появлялась в серии 611